# San Fernando Valley
San Fernando Valley är en tätbebyggd dalgång i södra Kalifornien, mellan Santa Monica Mountains i söder och Santa Susana Mountains samt San Gabriel Mountains i norr. Öster om San Fernando Valley ligger Verdugo Mountains. Dalgången kallas i dagligt tal oftast för "The Valley". Invånarantalet beräknades 2004 till 1 808 599. 

## Geografi
Sen Fernando Valley ligger huvudsakligen inom storstaden Los Angeles kommungräns, i stadens norra del. Även orterna Burbank, Calabasas, Hidden Hills, Glendale och San Fernando ligger i San Fernando Valley, men dessa hör inte till staden "City of Los Angeles". De områden som tillhör Los Angeles stad utgörs av en mängd stadsdelar, bland annat Granada Hills, Mission Hills, North Hollywood, Northridge, Pacoima, Panorama City, Reseda, Tarzana och Van Nuys. En känd väg i området är Mulholland Drive (se även filmen med samma namn), vilken utgör gräns mot Hollywood och västra Los Angeles. 
San Fernando Valley har en socialt och etniskt blandad befolkning. Det finns många företag i området och en hel del hyreshus i områden med hög befolkningstäthet, men i huvudsak handlar det om villabebyggelse med mer eller mindre begränsade allmänna kommunikationer.
Efter år 2000 har San Fernando Valley dock fått tunnelbaneförbindelse till Los Angeles "Downtown", med stationer i North Hollywood och i Universal City. År 2005 tillkom även en Bus Rapid Transit mellan North Hollywood och Warner Center. Huspriserna har stigit mycket kraftigt. Försäljningspriset för enfamiljshus med två sovrum har ökat till över 600 000 USD (medianvärde augusti 2005), vilket kan jämföras med 155 000 USD år 1997. "The Valley" är även känd för sin höga koncentration av företag inom film- och underhållningsindustrin, inklusive för produktion av pornografisk film (se vidare pornografi i USA).
Klimatet är ofta mer inlandsbetonat än i de mer kustnära delarna av Los Angeles, med varmare somrar och kallare vintrar. Ofta samlas smog i dalen, och man har problem med inversion när den smutsiga luften ibland lägger sig som ett lock över bebyggelsen.

## Områden i San Fernando Valley

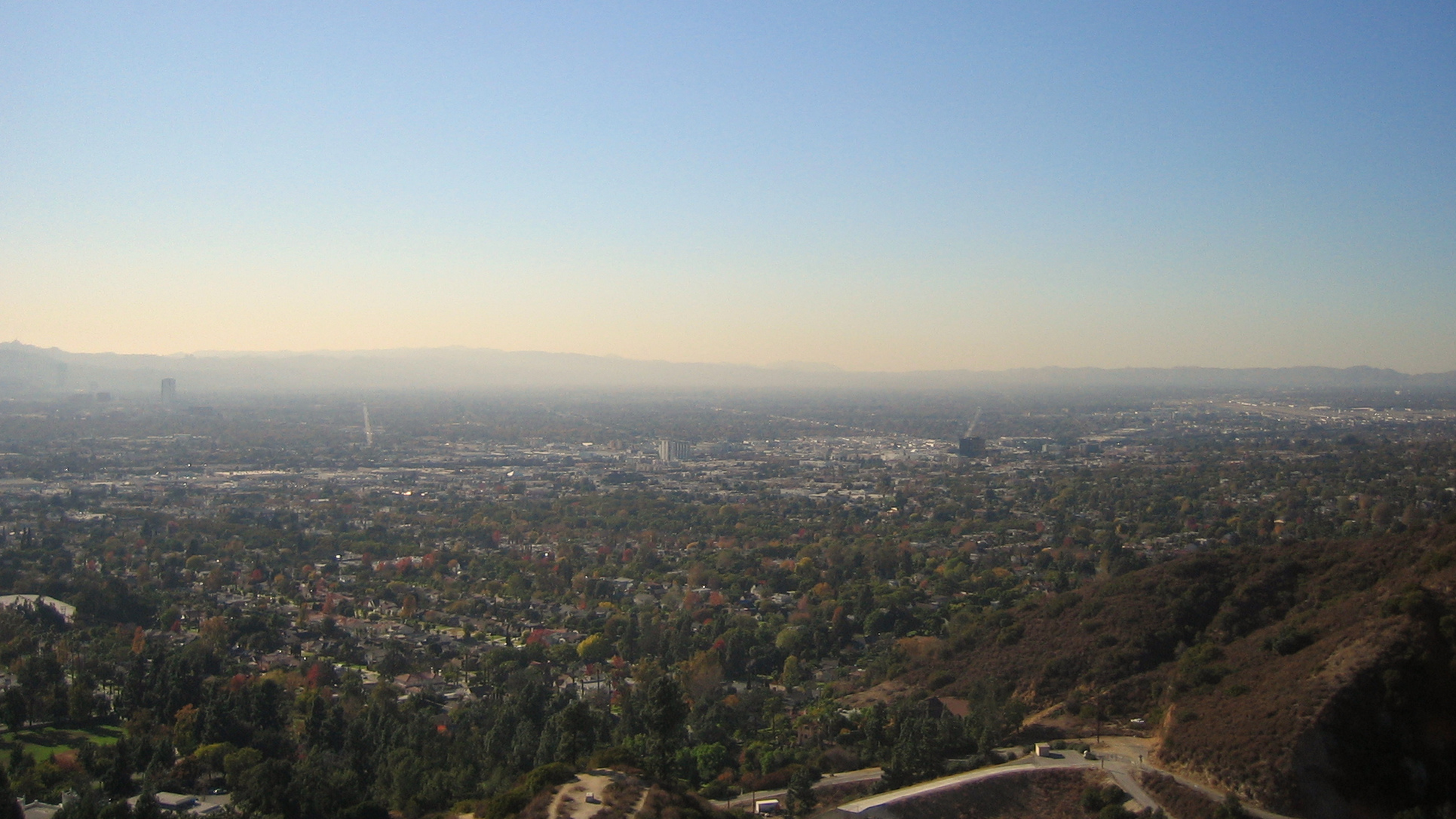
En vy över San Fernando Valley västerut från Brand Park i Glendale, Kalifornien. Santa Monica Mountains och Simi Hills ses i bakgrunden.

### Städer
- Burbank
- Calabasas
- Glendale
- Hidden Hills
- San Fernando

### Icke-inkorperade områden
Icke-inkorporerade områden, som inte tillhör någon stad utan hör direkt till Los Angeles County
- Bell Canyon
- Kagel Canyon
- Olive View

### Stadsdelar inom staden Los Angeles
- Arleta
- Balboa Park
- Cahuenga Pass
- Canoga Park
- Chatsworth
- Encino
- Granada Hills
- Knollwood
- Lake View Terrace
- Lake Balboa
- La Tuna Canyon+
- Mission Hills
- NoHo Arts District
- North Hills
- North Hollywood
- Northridge
- Pacoima
- Panorama City
- Porter Ranch
- Reseda
- Sepulveda
- Shadow Hills+
- Sherman Oaks
- Studio City
- Sun Valley
- Sunland+
- Sylmar
- Tarzana
- Toluca Lake
- Toluca Woods
- Tujunga+
- Valley Glen
- Valley Village
- Van Nuys
- Ventura Business District
- Warner Center
- West Hills
- West Toluca
- Winnetka
- Woodland Hills

+ Ofta inkluderas dessa orter (felaktigt) i San Fernando Valley, trots att de ligger i Crescenta Valley.